# Tip Tap Tønde
Tip Tap Tønde er en tv-børneudsendelse for mindre børn. Den blev sendt i børnetime på DR i 1997. 
Programmet handler om værterne Birgitte Lillesø og Tina Rosendahl, som fortæller historier om sømænd, prinsesser, riddere, trolde og andre figurer fra de smås verden. 
Under udsendelsen synger de danske børnesange med mimik, laver udklædning og rollespillege hvor de bl.a. leger købmandsbutik.